# Амоний Сакас
Амоний Сакас (на старогръцки: Ἀμμώνιος Σακκας; на латински: Ammonius Saccas) e древногръцки философ от 3 век, положил основите на неоплатонизма като философско учение, развито по-късно от ученика му Плотин. За живота му не се знае почти нищо. Имал е школа в Александрия, като е известно това, че строго е забранявал да се записват думите му. Плотин е негов ученик от 232 г. до 242 г. Други негови ученици са Ориген (не е известно дали това е християнският философ Ориген), Касий Лонгин, Херений и др. Плотин пристига в града, където е Амоний през 232 г. Може би е повлиян от Нумений и според Е. Р. Дод е смятан за „Сократ на неоплатонизма“ поради това че не оставя писмено наследство.